# سنگ‌نگاره کله گان
سنگ نگاره کله گان مربوط به هزاره اول قبل از میلاد است و در شهرستان گلشن، بخش کله گان ۳ کیلومتری جنوب شرق روستای کله گان واقع شده و این اثر در تاریخ ۱۳ آبان ۱۳۸۶ با شمارهٔ ثبت ۱۹۷۸۰ به‌عنوان یکی از آثار ملی ایران به ثبت رسیده است.